# بخش گندمان
بخش گندمان یکی از بخش‌های شهرستان بروجن در استان چهارمحال و بختیاری ایران است.

## مردم
مردم بخش گندمان را لرهای بختیاری  تشکیل می دهند.

## تقسیمات کشوری
- بخش مرکزی گندمان
  - دهستان گندمان
  - دهستان درواهان
  - دهستان امام قیس

شهر: گندمان

## روستاها
کتک علیا،کتک سفلی،حسین اباد،معموره،کردشامی ، وستگان ، امام‌قیس ، سولگان ، گدارکبک ، دوراهان،ده علی،ده توت،ده باغ،ده خدا،گردبیشه ، کنارک علیا ، کنارک سفلی، بیژگرد، سناجان ، چرمینه ، مورچگان ، تگرگ آب، لهدراز ، سرپیر ،چشمه‌علی، نصیر آباد

## جمعیت
بنابر سرشماری مرکز آمار ایران، جمعیت بخش گندمان شهرستان بروجن در سال۱۳۹۵ برابر با ۱۸۴۶۰نفر بوده است.